# 網守将平
網守 将平（あみもり しょうへい、1990年 - ）は、日本の音楽家、作曲家。

## 来歴・人物
1990年、東京に生まれる。東京藝術大学音楽学部附属音楽高等学校を経て、2012年に東京藝術大学音楽学部作曲科を卒業、2015年に東京藝術大学大学院音楽研究科修士課程を修了。
クラシック音楽との出会いは4歳ごろに習い事として始めたピアノ。10歳ごろより作曲も学び始めた。中学生のころは半ば「惰性」だったが、「記念受験」した芸大付属高校にまさかの合格、音楽に真剣に向き合うようになった。
出発点であるクラシック・現代音楽の作曲・編曲に加え、近年はポップミュージックからサウンドアートまで総合的な活動を展開。様々な表現形態での作品発表やパフォーマンスを行う傍ら、大貫妙子やDAOKOなど多くのアーティストの作編曲に携わる。またCMやテレビ番組の音楽制作も手掛ける。コラボレーションワークも積極的に行っており、大和田俊、梅沢英樹、小山泰介など音楽に限らず多くのアーティストとの作品制作を断続的に行っている。NHK Eテレで放送されていた『ムジカ・ピッコリーノ』（シーズン10）にて、音楽監督（劇伴音楽＆劇中演奏曲アレンジ）を担当。2022年9月9日公開の映画『百花』(監督： 川村元気)の音楽を担当。また、2023年4月に開校した神山まるごと高等専門学校の校歌「KAMIYAMA」（作詞:UA、作曲:坂本龍一）の編曲を、坂本が生前に示した「編曲は網守くんに」の意を受け担当した。
2023年にはQUBITを結成し、キャリア初となるバンド活動をスタートさせた。
影響を受けた音楽家は、クラシックではドビュッシーとサティ、現代音楽ではリゲティ、フェルドマン、グリゼー、近藤譲、黛敏郎など。音楽に限定されず、時空間的・音響的な側面や、他分野の芸術との融合などの方向性で影響を受けている。

## 作品
| 発売日         | タイトル         | レーベル         |
| -------------- | ---------------- | ---------------- |
| 2016年12月2日  | SONASILE         | PROGRESSIVE FOrM |
| 2018年11月21日 | パタミュージック | noble            |
| 2021年1月22日  | Ex․LIFE          | noble            |

## 受賞歴
- 2007年 第31回ピティナピアノコンペティション特級 - 新曲課題曲賞[10]。
- 2011年 東京藝術大学 - 長谷川良夫賞[2]。
- 2012年 第17回東京国際室内楽作曲コンクール - 入選[10][11]。
- 2013年 第23回京都フランス音楽アカデミー - メシアン賞[2]。
- 2013年 第82回日本音楽コンクール作曲部門 - 第1位（明治安田賞）[12]。
- 2015年 東京藝術大学大学院 - アカンサス音楽賞[1]。
- 2015年 Contemporary Computer Music Concerts 2015（CCMC2015） - ACSM116賞（梅沢英樹との共同作品）[1][13]。